# Macropus ferragus
Macropus ferragus — вид тварин родини Кенгурових. Це найбільший кенгуру усіх часів. Його вага була приблизно 150 кг. Його висота була 2—5 метрів. Його типовим зразком є фрагмент нижньої щелепи. Був названий як Pachysiagon ferragus (Owen, 1879), названий як Macropus ferragus (Owen, 1874) і (Lydekker, 1894), врешті названий як Macropus (Macropus) ferragus (Dawson and Flannery, 1985).